# Resolution 2623 des UN-Sicherheitsrates
Die Resolution 2623 des UN-Sicherheitsrates wurde am 27. Februar 2022 auf der 8980. Sitzung des UN-Sicherheitsrates verabschiedet. Mit dieser Resolution wurde die Einberufung einer Dringlichkeitssitzung der UNO-Generalversammlung beschlossen.
Anlass war der Russische Überfall auf die Ukraine 2022. Dieser stand bereits, formal begründet mit dem Schreiben des ständigen Vertreters der Ukraine bei der UNO vom 28. Februar 2014, auf der Tagesordnung für die 8979. Sitzung des Sicherheitsrates, die am 25. Februar 2022 stattfand. Ein Resolutionsentwurf, mit dem die Invasion verurteilt werden sollte, scheiterte allerdings am Veto Russlands, eines der ständigen Mitglieder des Sicherheitsrates.
Für den Fall, dass Uneinigkeit unter den ständigen Mitgliedern des Sicherheitsrates diesen daran hindert, seiner Aufgabe für die Wahrung des Weltfriedens nachzukommen, hatte bereits am 3. November 1950 die Resolution 377 der UN-Generalversammlung („Uniting for Peace“) festgelegt, dass das Thema an eine außerordentliche Dringlichkeitssitzung der Generalversammlung delegiert werden kann. Die Einberufung kann durch den Sicherheitsrat erfolgen. Da es sich um eine prozedurale, keine inhaltliche Entscheidung handelt, haben die ständigen Mitglieder des Sicherheitsrates hier kein Vetorecht.
Am 27. Februar 2022 wurde deshalb von Albanien und den Vereinigten Staaten ein Resolutionsentwurf eingebracht, nach dem sich aufgrund von Uneinigkeit unter den ständigen Mitgliedern des Sicherheitsrates die UN-Generalversammlung mit der Frage der Verletzung der territorialen Integrität der Ukraine beschäftigen sollte. Die Mitglieder des Sicherheitsrates stimmten wie folgt ab:
| Dafür | Dagegen            | Enthaltung                                              |
| --- | ------------------ | ------------------------------------------------------- |
| Albanien Brasilien Frankreich Gabun Ghana Irland Kenia Mexiko Norwegen Vereinigtes Königreich Vereinigte Staaten | Russland (Vorsitz) | Volksrepublik China Indien Vereinigte Arabische Emirate |

Damit war die Resolution mit elf Stimmen, bei einer Gegenstimme und drei Enthaltungen, angenommen. Die daraufhin zum 28. Februar einberufene Dringlichkeitssitzung der UN-Generalversammlung verabschiedete nach dreitägigen Beratungen am 2. März mit großer Mehrheit die Resolution ES-11/1, in der die russische Invasion in der Ukraine verurteilt wurde.